# Adalbert af Østrig
Adalbert af Østrig (tysk: Albrecht, cirka 985 - 26. maj 1055 i Melk) var østrigsk markgreve fra 1018 til sin død i 1055. Han tilhørte huset Babenberg. 
Adalbert var tredje søn af Leopold 1. af Østrig og fik sin titel, da hans ældre bror, Henrik 1. af Østrig, døde. Som markgreve udvidede han landets østlige grænse med Ostmark til floderne Morava og Leitha, og han støttede den tysk-romerske kejser Henrik 3. i hans kampe mod Ungarn og Bøhmen.
Adalbert boede i Melk, hvor det senere berømte kloster nogle år senere skulle blive anlagt. Han var først gift med Glismod, en søster til biskop Meinwerk fra Paderborn, et tilsyneladende barnløst ægteskab. Senere ægtede han Frowiza Orseolo, som antog navnet Adelheid. Hun var søster til Peter af Ungarn. Med hende fik Adalbert sønnen Ernst, der efterfulgte sin far som markgreve.